# مارسیا فو
مارسیا فو (انگلیسی: Marcia Fu؛ زادهٔ ۲۶ ژوئیهٔ ۱۹۶۹) بازیکن والیبال اهل برزیل است.